# 데르 타게스슈피겔

데르 타게스슈피겔(Der Tagesspiegel)은 독일 일간지이다. 워싱턴 D.C.와 포츠담에 지역 특파원이 있다. 재통일 이후 발행 부수가 148,000부로 늘어난 수도의 유일한 주요 신문이다. 데르 타게스슈피겔은 독일 정치의 맥락에서 중도파 언론으로 분류되는 자유주의 신문이다.

## 역사
1945년 9월 27일 에릭 레거, 발터 카르쉬, 에드윈 레드슬롭이 창간한 데르 타게스슈피겔의 본사는 베를린의 아스카니셔 광장에 있으며, 포츠담 광장과 예전 베를린 장벽이 있던 곳에서 약 600m(2,000피트) 떨어져 있다.
45년 이상 데르 타게스슈피겔은 독립 신탁이 소유했다. 1993년, 점점 더 경쟁이 치열해지는 출판 환경에 대응하고, 새로운 인쇄 공장의 위탁 및 유통 개선과 같은 기술 현대화에 필요한 투자를 유치하기 위해 게오르그 폰 홀츠브링크 출판 그룹에 인수되었다. 현재 발행인은 디터 폰 홀츠브링크이고, 편집장은 스테판-안드레아스 카스도르프와 로렌츠 마롤트이다. 피에르 게르켄스, 조반니 디 로렌조, 헤르만 루돌프가 이 신문의 편집장이다. 저명한 기자로는 베이스 캐스트와 하랄드 마르텐슈타인이 있다.
이 신문의 주요 독자층은 1948년 봉쇄로 동베를린과 브란덴부르크에서 발행이 중단되어 도시의 서쪽 절반에 있다. 이 신문은 최근 재설계되어 더 많은 색상과 더 선명한 글꼴이 도입되었다.